# Estonska sovjetska enciklopedija
Estonska sovjetska enciklopedija (estonski: Eesti nõukogude entsüklopeedia, skraćeno ENE, ruski: Эстонская советская энциклопедия skraćeno: ЭСЭ) ime je dvaju izdanja opće enciklopedije na estonskome jeziku. 

## Prvo izdanje
Prvo izdanje se sastojalo od 8 svezaka te ga je izdavala izdavačka kuća Valgus od 1968. do 1976. Glavni urednik bio je Gustav Naan.

## Drugo izdanje
Drugo izdanje se sastojalo od 10 svezaka zajedno s još 5 dodatnih svezaka. Drugo izdanje izdano je od 1985. do 2006.

### Kao Estonska sovjetska enciklopedija
Prva 4 svezaka drugog izdanja izdala je izdavačka kuća Valgus od 1985. do 1990. gpdome pod nazivom Estonska sovjetska enciklopedija. Glavni urednik od 1985. do 1989. bio je Gustav Naan, a od 1989. do 1991. godine Ülo Kaevats.

### Kao Estonska enciklopedija
Raspadom SSSR-a Estonija stječe neovisnost. Kao rezultat toga, Estonska sovjetska enciklopedija 1990. godine mijenja ime u Estonska enciklopedija. Pod tim nazivom izdavačka kuća Eesti Entsüklopeediakirjastus izdala je 6 svezaka (sveukupno 10) zajedno s 5 dodatnih svezaka između 1991. i 2006. Također je izdana referentna knjiga „ENE kaardid“ (Karte Estonske sovjetske enciklopedije), „Suur maailma atlas“ (Veliki atlas svijeta) i „Väike entsüklopeedia“ (Mala enciklopedija) izdana između 2002. i 2006. godine.